# Bistum Biella
Das Bistum Biella (lat.: Dioecesis Bugellensis, ital.: Diocesi di Biella) ist eine in Italien gelegene römisch-katholische Diözese mit Sitz in Biella.

## Geschichte
Das Bistum Biella wurde am 1. Juni 1772 durch Papst Clemens XIV. mit der Apostolischen Konstitution Praecipua demandati aus Gebietsabtretungen des Erzbistums Vercelli errichtet und dem Erzbistum Turin als Suffraganbistum unterstellt.
1803 wurde das Bistum aufgelöst. Am 17. Juli 1817 wurde das Bistum Biella durch Papst Pius VII. mit der Apostolischen Konstitution Beati Petri erneut errichtet und dem Erzbistum Vercelli als Suffraganbistum unterstellt.

## Bischöfe von Biella
- Giulio Cesare Viancini, 1772–1796
- Giovanni Battista Canaveri CO, 1797–1811
- Bernardino Bollati, 1818–1828
- Placido Maria Tadini OCD, 1829–1831, dann Apostolischer Administrator von Genua
- Jean-Pierre Losana, 1833–1873
- Basilio Leto, 1873–1885
- Domenico Cumino, 1886–1901
- Giuseppe Gamba, 1901–1906, dann Bischof von Novara
- Giovanni Andrea Masera, 1906–1912, dann Weihbischof in Sabina
- Natale Serafino, 1912–1917, dann Bischof von Chiavari
- Giovanni Garigliano, 1917–1936
- Carlo Rossi, 1936–1972, * 1890, † 1980
- Vittorio Piola, 1972–1986
- Massimo Giustetti, 1986–2001
- Gabriele Mana, 2001–2018
- Roberto Farinella, seit 2018

## Weblinks

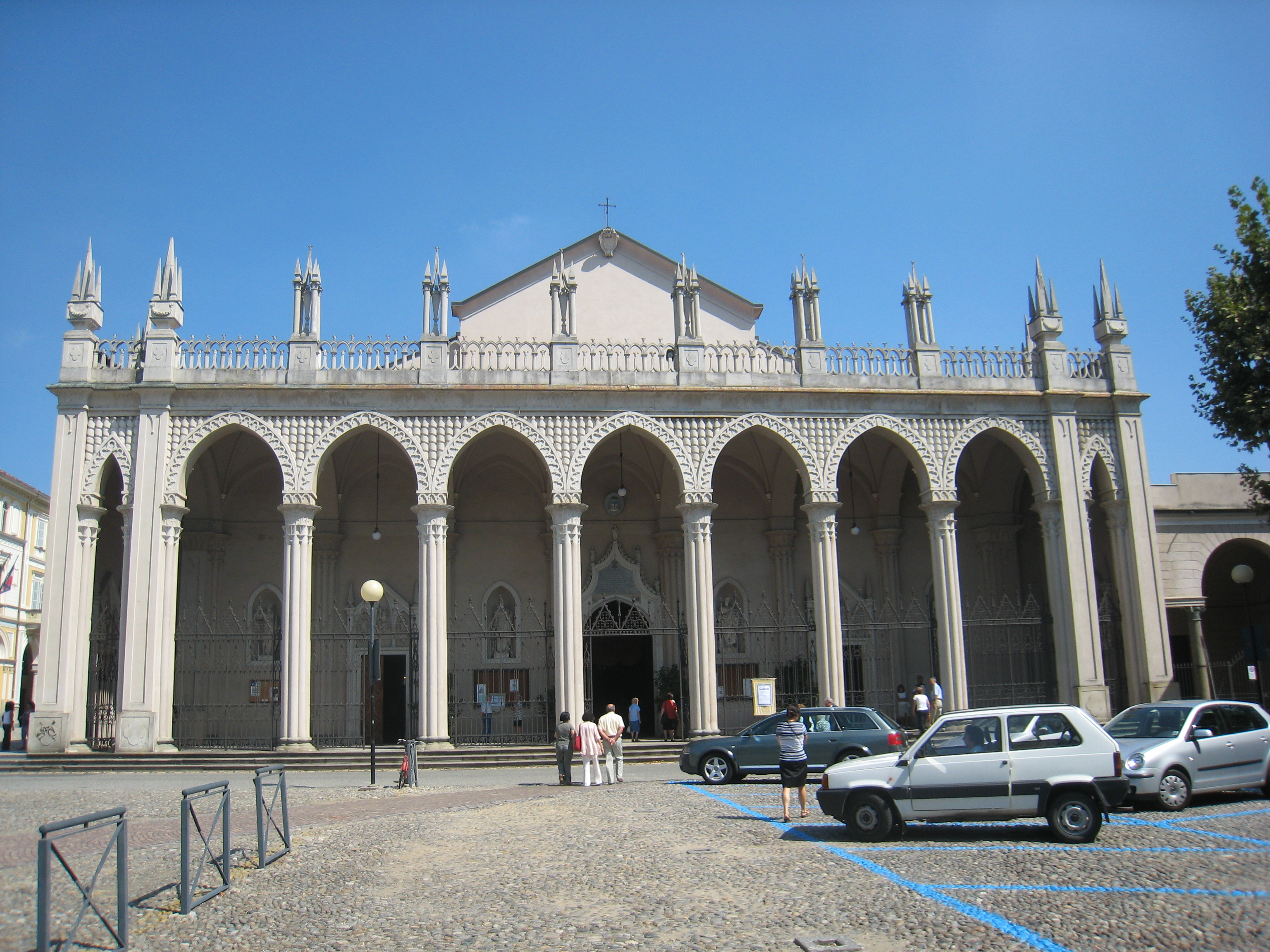
Kathedrale Santo Stefano in Biella